# Rede Alterosa
Rede Alterosa (conhecida também como TV Alterosa) é uma rede de emissoras de televisão brasileiras afiliadas ao Sistema Brasileiro de Televisão (SBT), instaladas no estado de Minas Gerais. Sua sede está localizada na capital Belo Horizonte.

## História
Em 23 de janeiro, a TV Alterosa comprou 50% do capital acionário da TV Brasília, pertencente às Organizações Paulo Octávio. Pela transação, coube à TV Alterosa a gestão do negócio e o controle comercial e editorial da emissora. Com a aquisição, a TV Brasília retornou aos Diários Associados, depois de sete anos. O gerente técnico da TV Alterosa, Luis Eduardo Leão, assume a TV Brasília como superintendente, acumulando o cargo que ocupa em Minas Gerais.
Em dezembro de 2015, a emissora sofre crise com pagamentos atrasados no qual ocorre a paralisação , e chega a ter boatos de venda sendo sondado a sua compra por Ratinho e Hypermarcas .
Em fevereiro de 2016,o apresentador e empresário Ratinho desistiu de comprar a emissora devido às dívidas dos Diários Associados e da emissora..
Em junho de 2020, mergulhada há anos numa crise financeira, a TV Alterosa vendeu sua antiga sede no bairro da Floresta, e mudou seus estúdios para o 7.º andar do prédio do jornal Estado de Minas, no bairro Funcionários. Com a mudança, os programas ganharam novos cenários e foram completamente repaginados a partir de 6 de julho.
Em Julho de 2024, a Rede Alterosa passou a transmitir o sinal dela por satélite na banda Ku.